# Bistum Caldas
Das Bistum Caldas (lat.: Dioecesis Caldensis, span.: Diócesis de Caldas) ist eine in Kolumbien gelegene römisch-katholische Diözese mit Sitz in Caldas.

## Geschichte
Das Bistum Caldas wurde am 18. Juni 1988 durch Papst Johannes Paul II. mit der Apostolischen Konstitution Omnium Ecclesiarum aus Gebietsabtretungen des Erzbistums Medellín errichtet und diesem als Suffraganbistum unterstellt.

Wappen des Bistums Caldas

## Bischöfe von Caldas
- Germán Garcia Isaza CM, 1988–2002, dann Bischof von Apartadó
- José Soleibe Arbeláez, 2002–2015
- César Alcides Balbín Tamayo, 2015–2021, dann Bischof von Cartago
- Juan Fernando Franco Sánchez, seit 2022